# 修澤蘭
修澤蘭（1925年8月15日—2016年2月27日），中華民國建築師，湖南沅陵人，中國抗日戰爭期間就讀遷至重慶國立中央大學建築系。曾榮獲「十大女傑出青年」、第五屆傑出建築師獎，2016年獲教育部頒建築貢獻獎。1949年因鐵路局招考人才的機緣抵達台灣，在聯勤總部工程處擔任副工程師。1965年擔任陽明山中山樓修建設計師，並因而獲得台灣建築成就獎，有「台灣第一女建築師」之譽。1967年4月30日榮獲第一屆建築金鼎獎（同屆獲獎的還有林慶豐、王大閎、陳其寬、陳仁和、沈祖海、楊卓成）

## 生平

### 早年
1925年出生於湖南沅陵。

### 求學時期
1937年（民國26年）中國抗日戰爭爆發的緣故，國立中央大學自南京遷往重慶，修澤蘭在這個時期入中央大學建築工程系就讀，並結識當時出任校長的蔣介石。畢業後即投身建築設計，並在1947年進入台灣省交通處鐵路局（時由聯勤總部轄屬）任職。

### 台鐵時期
甫入鐵路局，便獲得獨立設計、監工整建板橋火車站的機會，是為其事業首發。於鐵路局任職期間，參與許多鐵道相關建設，例如北投員工訓練所、舊板橋車站（1951年）、東勢車站等。也和鐵路局裡專精土木工程的同事傅積寬結識，兩人結婚後辭去公職，在1956年成立「澤群建築師事務所」。

### 開業

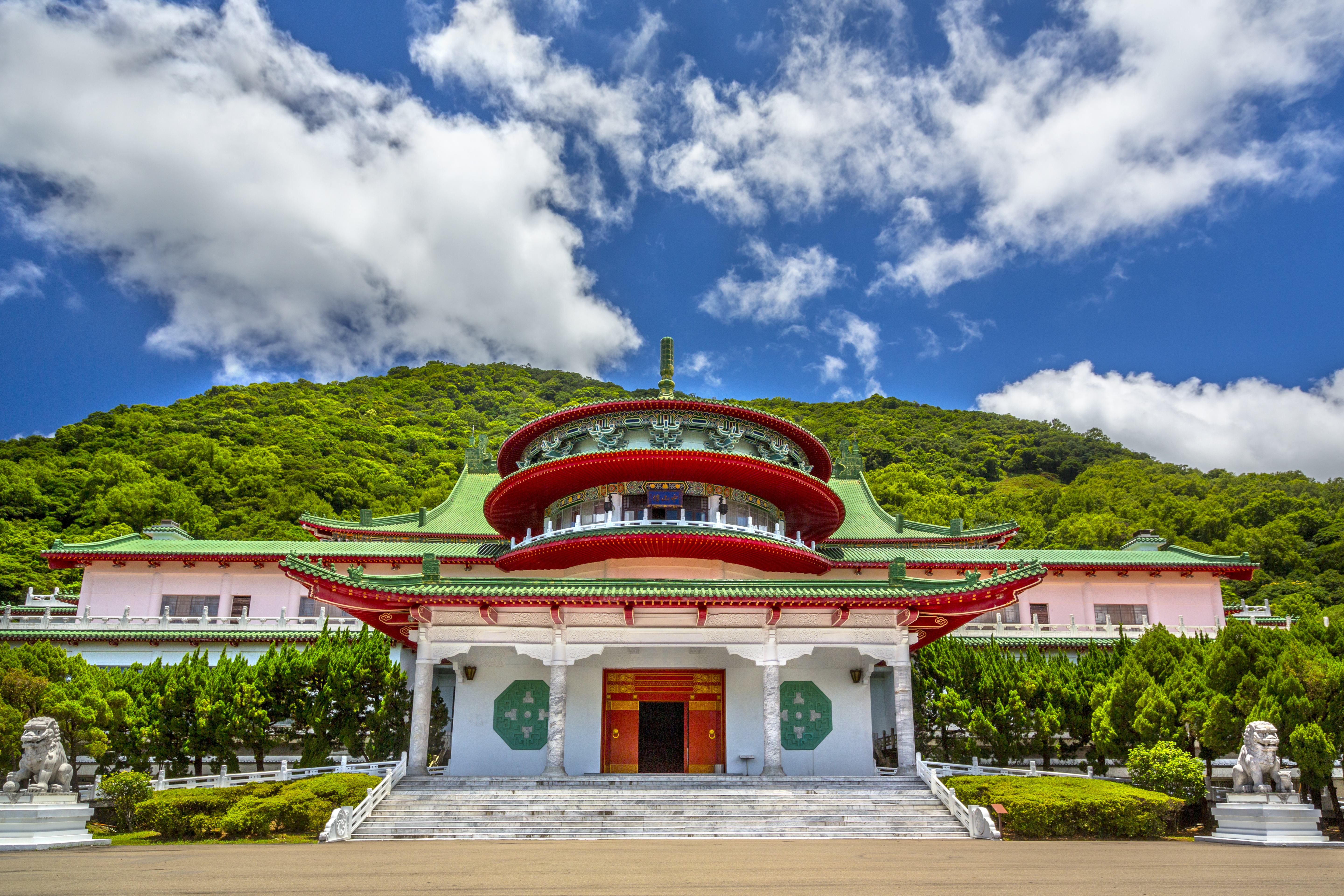
陽明山中山樓

1965年，時任中華民國總統蔣介石為紀念中華民國國父孫文百年冥誕，決定在陽明山興建中山樓，指定修澤蘭為建築師，即因為設計中山樓而成為台灣當時最有地位的建築師之一，此後設計許多校園及公共建築，包括花蓮師範學院圖書館、景美女中行政大樓與圖書館、台中衛道中學教堂、日月潭教師會館等。
1968年，夫妻二人推出新店花園新城，為臺灣第一個整體開發山坡地興建而成的美式花園住宅社區，轟動一時。動工前夕，傅積寬遭指控曾參與學生運動，被捕入獄長達六年餘。

## 風格

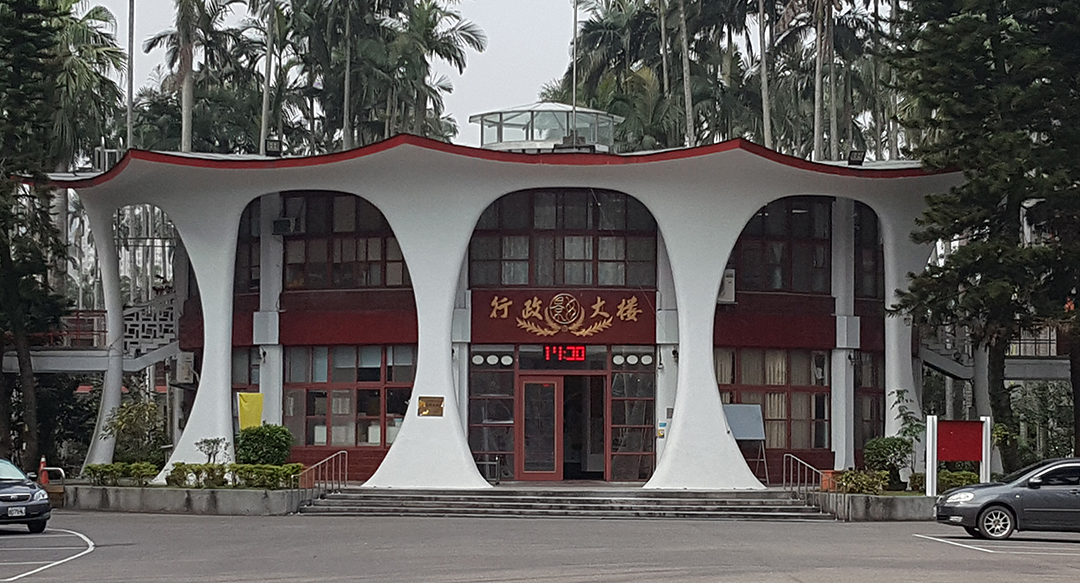
臺北市立景美女子高級中學行政大樓

戰後的臺灣建築界，執業者大多為男性，標榜理性方正格局的現代主義建築主流裡，以復古主義經典作品陽明山中山樓聞名的修澤蘭，是少數臺灣表現主義建築代表人物。
修澤蘭的執業高峰期間約在1956年到1970年之間，該時期是台灣現代主義建築重要的發展階段。和修澤蘭同一年代的建築師，有王大閎、金長銘、張肇康、陳其寬、貝聿銘、賀陳詞、黃寶瑜等人，皆是戰後中國第一代接受現代建築教育者。和修澤蘭同期就讀中央大學並對台灣戰後建築及教育影響深遠者有陳其寬、黃寶瑜，不過相較陳、黃二人先後赴美接受現代主義建築與城市規劃思潮洗禮而開展出與中大時期不同的建築專業實踐論述方向，修澤蘭抵台直接進入台鐵公務體系，在建築的論述與教育相對著墨較少，卻因此對台灣戰後政治與技術在現代化招逢困頓的時候，在公共建築的實踐上能有更務實的貼近性。而其對於建築學理性的系統性認識主要也以中大時期的訓練為主。

## 代表作品
| 城市     | 作品                                                                         | 圖片     | 備註                                           |
| -------- | ---------------------------------------------------------------------------- | -------- | ---------------------------------------------- |
| 台灣北部 | 中山樓_(臺北市)                                                              |          | 2005年6月14日 市定古蹟 2013年11月20日 文化景觀 |
| 台灣北部 | 陽明山青邨革命實踐研究院圓講堂                                               |          | 2013/11/20 歷史建築                            |
| 台灣北部 | 臺北市立光復國民小學光復樓                                                   |          |                                                |
| 台灣北部 | 臺北市立大學：原臺北女師專，校園規劃（行政教學大樓、藝術館、中正堂等建築群） |          |                                                |
| 台灣北部 | 新北市立板橋高級中學                                                         |          |                                                |
| 台灣北部 | 臺北市立明德國民中學校園規劃（行政大樓）                                     |          |                                                |
| 台灣北部 | 臺北市立至善國民中學                                                         |          |                                                |
| 台灣北部 | 臺北市立陽明高級中學（原陽明國中）                                           |          |                                                |
| 台灣北部 | 臺北市立中山女子高級中學校門、禮堂                                           |          | 2022年 歷史建築                                |
| 台灣北部 | 臺北市立景美女子高級中學校園規劃（行政大樓、圖書館、藝能館、禮堂暨體育館）   |          |                                                |
| 台灣北部 | 新店花園新城社區規劃（新城教會）                                             |          |                                                |
| 台灣北部 | 救國團金山青年活動中心                                                       |          |                                                |
| 台灣中部 | 東勢車站（已廢站，改為東勢客家園區）                                         |          |                                                |
| 台灣中部 | 日月潭教師會館（毀於921地震）                                                |          |                                                |
| 台灣中部 | 鄭漢紀念碑                                                                   |          |                                                |
| 台灣中部 | 興大附農台中教師會館                                                         |          | 2009/03/10 歷史建築                            |
| 台灣中部 | 台中女中圍牆、宮燈                                                           |          |                                                |
| 台灣中部 | 國立彰化師範大學(進德校區) 弘道館、白宮二舍                                  |          |                                                |
| 台灣中部 | 臺灣省立虎尾女子中學校園規劃及校舍興築：現僅存弘教樓、勵學樓                 | - 弘教樓 |                                                |
| 台灣中部 | 臺中市霧峰區霧峰國民小學天文科學館(校史館)                                   |          | 2018/12/22 歷史建築                            |
| 台灣中部 | 臺灣新生報中興新村辦事處                                                     |          | 2011/04/13 歷史建築                            |
| 台灣中部 | 田中耶穌聖心堂                                                               |          |                                                |
| 台灣南部 | 國立嘉義女子高級中學                                                         |          |                                                |
| 台灣南部 | 國立嘉義高級商業職業學校                                                     |          |                                                |
| 台灣南部 | 高雄工專(國立高雄應用科技大學)北棟教室大樓（1965年）                         |          |                                                |
| 台灣南部 | 高雄女中圖書館（1967年）                                                     |          |                                                |
| 台灣東部 | 國立蘭陽女子高級中學校園規劃（科學館、圖書館、體育館、大禮堂）               |          |                                                |
| 台灣東部 | 國立宜蘭高級中學舊圖書館（校史館）                                           |          |                                                |
| 台灣東部 | 國立宜蘭高級中學舊禮堂（國立宜蘭高中育德堂）                                 |          |                                                |
| 台灣東部 | 國立臺東高級中學行政大樓                                                     |          |                                                |

已拆除
| 城市     | 作品                                                                                    | 圖片 |
| -------- | --------------------------------------------------------------------------------------- | ---- |
| 台灣北部 | 板橋車站（舊站，已拆除）                                                                |      |
| 台灣北部 | 統一大飯店（已於1998年拆除，原位於台北市中山區德惠街9號，原址上已興建世界之頂商業大樓） |      |
| 台灣中部 | 東勢車站（已廢站，改為東勢客家園區）                                                    |      |
| 台灣中部 | 臺中市私立衛道高級中學舊校區聖堂（因遷校而拆除）                                        |      |
| 台灣中部 | 國立臺中教育大學敬業樓（921大地震後拆除）                                               |      |
| 台灣中部 | 國立中興高級中學科學樓（毀於921地震）                                                   |      |
| 台灣中部 | 臺灣省立虎尾女子中學介壽樓、生物館、科學館、篤行樓                                      |      |
| 台灣南部 | 台南師範學院圖書館（已拆除:66）                                                         |      |
| 台灣南部 | 臺灣省立高雄女子師範學校大門（現國立高雄師範大學，1982年拆除）                          |      |
| 台灣南部 | 高雄交通銀行                                                                            |      |
| 台灣南部 | 高雄工專行政大樓（1968年）                                                              |      |
| 台灣南部 | 高雄工專圖書館（1975年）                                                                |      |

## 外部連結
- . 臺灣建築學會會刊雜誌.   [2017年4月].
- . 世紀女性臺灣風華 [錄影資料] / [公共電視文化事業基金會製作].   [2005.08].